# Football Club Internazionale Milano 2001-2002
Questa voce raccoglie le informazioni riguardanti il Football Club Internazionale Milano nelle competizioni ufficiali della stagione 2001-2002.

## Stagione
(Javier Zanetti sulla partita Lazio-Inter del 5 maggio 2002, in cui la vittoria per 4-2 dei padroni di casa costò ai nerazzurri lo scudetto)

Il nuovo allenatore Héctor Cúper: nonostante un carattere che favorì i paragoni con l'icona interista Helenio Herrera, l'argentino non seppe emulare a Milano i risultati il più noto Mago.

Nell'estate 2001 il presidente Massimo Moratti operò una nuova rivoluzione, affidando la panchina all'argentino Héctor Cúper: da molti paragonato a Helenio Herrera, il tecnico era reduce da un biennio al Valencia col quale aveva sfiorato in entrambe le stagioni il titolo europeo. L'organico fu interessato da un corposo repulisti, col taglio di numerosi giocatori avulsi dai piani tattici: oltre ai portieri Ballotta e Frey, si registrarono i movimenti in uscita di Macellari, Blanc, Cirillo, Ferrari, Cauet, Vampeta, Pacheco e Hakan Şükür nonché il passaggio – rivelatosi a posteriori uno dei maggiori «abbagli di mercato» nella storia del club – di Pirlo al Milan.
A protezione dei pali giunsero Toldo e Fontana, col nuovo pacchetto arretrato composto dai sudamericani Vivas e Sorondo nonché dall'ex perugino Materazzi e dal rientrante Geōrgatos; a costituire la cerniera di centrocampo furono i turchi Emre e Buruk e il rientrante Cristiano Zanetti, col portoghese Sérgio Conceição e l'argentino Guglielminpietro acquistati per le fasce. In attacco, reparto che soffrì l'iniziale indisponibilità dei big, si segnalò l'ingaggio del giovane brasiliano Adriano (arrivato dal Flamengo in cambio della metà del cartellino di Vampeta), ritenuto il possibile erede di Ronaldo, nonché i ritorni di Ventola e Kallon, promossi giocoforza titolari per sopperire all'assenza dei compagni: i suddetti attaccanti realizzarono complessivamente 25 gol nel corso della stagione.

Francesco Toldo, nuovo numero uno interista: il portiere tenne fede alle aspettative, diventando un punto fermo della squadra per gli anni a venire.

Pur conquistando già in autunno la vetta del campionato, l'Inter subì il sorpasso del neopromosso Chievo, rivelazione della stagione, dopo un pareggio esterno con l'Udinese e la sconfitta nel derby meneghino: complice l'andamento discontinuo di Juventus e Roma nella tornata iniziale, nel mese di dicembre – grazie al pieno recupero di Vieri, fatto cui si aggiunsero il termine della squalifica di Recoba e la ripresa di Ronaldo dall'infortunio – i nerazzurri ritrovarono il comando. Mancato il titolo d'inverno a favore dei capitolini, la squadra incappò in un passaggio a vuoto a Venezia: riguadagnato successivamente terreno, i meneghini – nuovamente al comando dopo l'affermazione nella stracittadina – apparvero in grado di contenere l'assalto bianconero.

Luigi Di Biagio celebra il gol segnato nell'epilogo di campionato contro la Lazio: i meneghini saranno rimontati dai capitolini e vedranno sfumare lo Scudetto.

Impostasi nettamente contro i romani, la Beneamata accumulò un vantaggio di 6 lunghezze sui torinesi con cinque gare ancora in programma. A minare le certezze dell'ambiente soggiunse l'eliminazione nelle semifinali di Coppa UEFA, per mano degli olandesi del Feyenoord: nei turni precedenti i lombardi erano prevalsi contro i romeni del Brasov (cui inflissero un totale di 6 gol), i polacchi del Wisla Cracovia (battuto per 2-0 a San Siro e vittorioso col minimo scarto al ritorno), gli inglesi dell'Ipswich (travolto per 4-1 a Milano dopo un successo di misura in terra britannica), i greci dell'AEK Atene (3-1 in Italia e 2-2 in campo ellenico) e gli spagnoli del Valencia (1-1 in casa e 1-0 esterno). Ora concentrata sulla difesa del primato nazionale, la formazione impattò fatalmente in casa del Chievo subendo nei minuti di recupero il 2-2: i contestuali risultati di Juventus e Roma mutarono lo scenario, col terzetto ora racchiuso nello spazio di soli 2 punti.
Attesa nell'ultima giornata da una Lazio ancora in lotta per la zona UEFA, ciò nonostante l'Inter trovò nella capitale una favorevole situazione ambientale anche per il timore, da parte del tifo biancoceleste – peraltro legato ai nerazzurri da un saldo gemellaggio –, di assistere a un nuovo trionfo romanista; coi bianconeri di scena sul campo della già salva Udinese, ad attendere i giallorossi (questi a −2 dalla capolista) era un Torino parimenti scampato alla retrocessione. Cadendo inopinatamente sull'ostacolo finale, i nerazzurri mancarono l'appuntamento con uno Scudetto inseguito da tredici anni: una doppietta di Poborský nel primo tempo rispose ai temporanei vantaggi siglati da Vieri prima e Di Biagio poi, con i gol dell'ex Simeone e di Inzaghi nella ripresa a determinare la sconfitta.
Le contemporanee affermazioni della Juventus in Friuli e dei capitolini a Torino consegnarono ai bianconeri la vittoria finale, con la seconda piazza appannaggio degli uomini di Capello: precipitata in terza posizione a quota 69 punti – contro i 71 raggiunti dai sabaudi e i 70 dei romani – la Beneamata passò da un possibile tricolore all'obbligo dei preliminari di Champions League per l'annata seguente.

## Divise e sponsor

Ronaldo con la divisa casalinga della stagione 2001-2002, caratterizzata da piping gialli.

Lo sponsor tecnico per la stagione 2001-2002 fu la Nike, mentre lo sponsor ufficiale fu Pirelli.
La prima divisa presentò una maglia con un colletto a polo nero e la classica palatura nerazzurra: nello specifico furono proposte cinque righe, tre azzurre e due nere; la particolarità fu rappresentata da due piping gialli ai lati della maglia. La divisa fu completata da pantaloncini neri con inserti azzurri sui lati e calzettoni neri. La seconda divisa presentò una maglia bianca con un girocollo nero e inserti grigi; la divisa fu completata da pantaloncini bianchi con elementi grigi e calzettoni bianchi. La terza divisa fu arancione con un collo a V giallo e inserti gialli.
In occasione della gara contro il Venezia del 16 settembre 2001, i giocatori scesero in campo col jersey sponsor oscurato, in segno di lutto per le vittime degli attentati terroristici di cinque giorni prima negli Stati Uniti d'America.
| Casa | Trasferta | Terza divisa | 1ª portiere | 2ª portiere |

## Organigramma societario
Area direttiva
- Presidente: Massimo Moratti
- Vice-Presidenti: Giuseppe Prisco, poi Giacinto Facchetti
- Amministratore delegato: Rinaldo Ghelfi
- Responsabile relazioni internazionali: Giacinto Facchetti
- Segretario Generale: Luciano Cucchia
- Direttore Generale: Luigi Predeval
- Consigliere delegato sportivo: Massimo Moretti

Area comunicazione
- Direttore comunicazione e team manager: Bruno Bartolozzi
- Direttore editoriale: Susanna Wermelinger
- Ufficio Stampa: Giuseppe Sapienza

Area tecnica
- Direttore tecnico: Gabriele Oriali
- Direttore sportivo: Giuliano Terraneo
- Allenatore: Héctor Cúper
- Allenatore in seconda: Mario Gómez
- Preparatore dei portieri: Luciano Castellini
- Preparatore atletico: Juan Manuel Alfano
- Vice-preparatore atletico: Claudio Gaudino
- Preparatore fisico pesistico: Ennio Barigelli
- Consulente scientifico: Gian Nicola Bisciotti

Area sanitaria
- Responsabile sanitario: Franco Combi
- Medici sociali: Alessandro Soldini e Fabio Forloni
- Massofisioterapisti: Massimo Dellacasa, Marco Dellacasa, Marco Morelli, Silvano Cotti e Nilton Petroni

## Rosa
Di seguito la rosa.
| N. |                         | Ruolo | Calciatore                |
| -- | ----------------------- | ----- | ------------------------- |
| 1  | Italia (bandiera)       | P     | Francesco Toldo           |
| 2  | Colombia (bandiera)     | D     | Iván Córdoba              |
| 3  | Sierra Leone (bandiera) | A     | Mohammed Kallon           |
| 4  | Argentina (bandiera)    | D     | Javier Zanetti (capitano) |
| 5  | Italia (bandiera)       | D     | Pasquale Padalino         |
| 6  | Italia (bandiera)       | C     | Cristiano Zanetti         |
| 7  | Portogallo (bandiera)   | C     | Sérgio Conceição          |
| 8  | Spagna (bandiera)       | C     | Francisco Farinós         |
| 9  | Brasile (bandiera)      | A     | Ronaldo (vice capitano)   |
| 10 | Paesi Bassi (bandiera)  | C     | Clarence Seedorf          |
| 11 | Argentina (bandiera)    | C     | Andrés Guglielminpietro   |
| 12 | Italia (bandiera)       | P     | Alberto Fontana           |
| 13 | Croazia (bandiera)      | D     | Dario Šimić               |
| 14 | Italia (bandiera)       | C     | Luigi Di Biagio           |
| 15 | Italia (bandiera)       | D     | Salvatore Ferraro         |
| 16 | Uruguay (bandiera)      | D     | Gonzalo Sorondo           |

| N. |                       | Ruolo | Calciatore          |
| -- | --------------------- | ----- | ------------------- |
| 17 | Italia (bandiera)     | D     | Michele Serena      |
| 18 | Francia (bandiera)    | C     | Stéphane Dalmat     |
| 19 | Italia (bandiera)     | A     | Anselmo Robbiati    |
| 20 | Uruguay (bandiera)    | A     | Álvaro Recoba       |
| 21 | Grecia (bandiera)     | D     | Grigorios Georgatos |
| 22 | Francia (bandiera)    | P     | Mathieu Moreau      |
| 23 | Italia (bandiera)     | D     | Marco Materazzi     |
| 24 | Slovacchia (bandiera) | D     | Vratislav Greško    |
| 28 | Brasile (bandiera)    | A     | Adriano             |
| 29 | Uruguay (bandiera)    | A     | Antonio Pacheco     |
| 31 | Argentina (bandiera)  | D     | Nelson Vivas        |
| 32 | Italia (bandiera)     | A     | Christian Vieri     |
| 33 | Turchia (bandiera)    | C     | Emre Belözoğlu      |
| 54 | Turchia (bandiera)    | A     | Hakan Şükür         |
| 77 | Turchia (bandiera)    | C     | Okan Buruk          |
| 78 | Italia (bandiera)     | A     | Nicola Ventola      |

## Calciomercato

### Sessione estiva(dall'1/7 al 31/8)
| Acquisti | Acquisti                | Acquisti    | Acquisti                   |
| R.       | Nome                    | da          | Modalità                   |
| -------- | ----------------------- | ----------- | -------------------------- |
| C        | Okan Buruk              | Galatasaray | svincolato                 |
| C        | Emre Belözoğlu          | Galatasaray | svincolato                 |
| P        | Francesco Toldo         | Fiorentina  | definitivo (52 miliardi ₤) |
| P        | Alberto Fontana         | Napoli      | definitivo (6 miliardi ₤)  |
| D        | Gonzalo Sorondo         | Defensor    | definitivo (18 miliardi ₤) |
| D        | Marco Materazzi         | Perugia     | definitivo (20 miliardi ₤) |
| C        | Sérgio Conceição        | Parma       | definitivo                 |
| A        | Mohamed Kallon          | Reggina     | fine prestito              |
| A        | Nicola Ventola          | Atalanta    | fine prestito              |
| D        | Nelson Vivas            | Arsenal     | definitivo                 |
| D        | Andrés Guglielminpietro | Milan       | definitivo                 |
| C        | Cristiano Zanetti       | Roma        | fine prestito              |

| Cessioni | Cessioni          | Cessioni       | Cessioni                         |
| R.       | Nome              | a              | Modalità                         |
| -------- | ----------------- | -------------- | -------------------------------- |
| P        | Marco Ballotta    | Modena         | definitivo                       |
| P        | Sébastien Frey    | Parma          | definitivo (10 miliardi ₤)       |
| D        | Laurent Blanc     | Manchester Utd | definitivo                       |
| D        | Bruno Cirillo     | Lecce          | compartecipazione (6 miliardi ₤) |
| D        | Matteo Ferrari    | Parma          | definitivo (20 miliardi ₤)       |
| D        | Fabio Macellari   | Bologna        | compartecipazione                |
| D        | Christian Panucci | Monaco         | definitivo (13 miliardi ₤)       |
| C        | Cristian Brocchi  | Milan          | definitivo                       |
| C        | Benoît Cauet      | Torino         | definitivo                       |
| C        | Vladimir Jugović  | Monaco         | definitivo                       |
| C        | Andrea Pirlo      | Milan          | definitivo (35 miliardi ₤)       |
| A        | Robbie Keane      | Leeds Utd      | definitivo (28 miliardi ₤)       |
| A        | Marco Ferrante    | Torino         | fine prestito                    |
| A        | Adrian Mutu       | Verona         | definitivo (5,1 miliardi ₤)      |
| A        | Corrado Colombo   | Atalanta       | definitivo                       |

### Sessione invernale(dal 2/1 all'1/2)
| Acquisti | Acquisti | Acquisti | Acquisti |
| R.       | Nome     | da       | Modalità |
| -------- | -------- | -------- | -------- |

| Cessioni | Cessioni         | Cessioni   | Cessioni   |
| R.       | Nome             | a          | Modalità   |
| -------- | ---------------- | ---------- | ---------- |
| A        | Antonio Pacheco  | Espanyol   | prestito   |
| A        | Adriano          | Fiorentina | prestito   |
| A        | Anselmo Robbiati | Fiorentina | prestito   |
| A        | Hakan Şükür      | Parma      | definitivo |

## Risultati

### Serie A

#### Girone di andata
| Arbitro: | Treossi (Forlì) |

|                                    |           |            |
| Kallon 21’, 44’ Vieri 90+1’, 90+4’ | Marcatori | 66’ Vryzas |

| Arbitro: | De Santis (Tivoli) |

|                             |           |                           |
| Milošević 28’ Bonazzoli 85’ | Marcatori | 10’ Materazzi 29’ Ventola |

| Arbitro: | Rosetti (Torino) |

|                                 |           |             |
| Kallon 75’ (rig.) Adriano 90+3’ | Marcatori | 89’ Maniero |

| Arbitro: | Farina (Novi Ligure) |

|  |           |                   |
|  | Marcatori | 73’ (rig.) Kallon |

| Arbitro: | Farina (Novi Ligure) |

|               |           |  |
| Georgatos 27’ | Marcatori |  |

| Arbitro: | Treossi (Forlì) |

|                            |           |  |
| Vieri 18’ Ronaldo 50’, 55’ | Marcatori |  |

| Arbitro: | Trentalange (Torino) |

|                       |           |             |
| Di Michele 89’ (rig.) | Marcatori | 61’ Ventola |

| Arbitro: | Collina (Viareggio) |

|                        |           |                                             |
| Ventola 13’ Kallon 90’ | Marcatori | 59’, 78’ Ševčenko 62’ Contra 66’ F. Inzaghi |

| Torino 27 ottobre 2001, ore 20:30 CEST 9ª giornata | Juventus        | 0 – 0 referto | Inter | Stadio delle Alpi (53.661 spett.)\| Arbitro: \| Braschi (Prato) \| |
| Arbitro:                                           | Braschi (Prato) |               |       |                                                                    |

| Arbitro: | Messina (Bergamo) |

|                          |           |  |
| Kallon 36’ Di Biagio 43’ | Marcatori |  |

| Roma 17 novembre 2001, ore 20:30 CET 11ª giornata | Roma             | 0 – 0 referto | Inter | Stadio Olimpico (70.000 spett.)\| Arbitro: \| Rosetti (Torino) \| |
| Arbitro:                                          | Rosetti (Torino) |               |       |                                                                   |

| Arbitro: | Rodomonti (Teramo) |

|                      |           |  |
| Kallon 43’ Vieri 56’ | Marcatori |  |

| Arbitro: | Braschi (Prato) |

|                      |           |                                               |
| Doni 16’, 22’ (rig.) | Marcatori | 9’ Di Biagio 60’ (rig.), 75’ Vieri 79’ Kallon |

| Arbitro: | Rodomonti (Teramo) |

|          |           |                            |
| Tare 20’ | Marcatori | 19’ Ronaldo 63’, 71’ Vieri |

| Arbitro: | Rosetti (Torino) |

|           |           |                           |
| Vieri 25’ | Marcatori | 20’ Corradi 54’ Marazzina |

| Arbitro: | Braschi (Prato) |

|                   |           |                                  |
| Gautieri 54’, 73’ | Marcatori | 45’ (rig.), 82’ Vieri 68’ Kallon |

| Milano 6 gennaio 2002, ore 20:30 CET 17ª giornata | Inter             | 0 – 0 referto | Lazio | Stadio Giuseppe Meazza (54.380 spett.)\| Arbitro: \| Messina (Bergamo) \| |
| Arbitro:                                          | Messina (Bergamo) |               |       |                                                                           |

#### Girone di ritorno
| Arbitro: | Farina (Novi Ligure) |

|  |           |                      |
|  | Marcatori | 58’ Vieri 74’ Recoba |

| Arbitro: | Rosetti (Torino) |

|                             |           |  |
| Sensini 3’ (aut.) Vieri 84’ | Marcatori |  |

| Arbitro: | Rodomonti (Teramo) |

|                    |           |           |
| Maniero 71’ (rig.) | Marcatori | 28’ Vieri |

| Milano 2 febbraio 2002, ore 20:30 CET 21ª giornata | Inter           | 0 – 0 referto | Torino | Stadio Giuseppe Meazza (55.000 spett.)\| Arbitro: \| Treossi (Forlì) \| |
| Arbitro:                                           | Treossi (Forlì) |               |        |                                                                         |

| Arbitro: | Collina (Viareggio) |

|                       |           |             |
| Pecchia 56’ Zauli 74’ | Marcatori | 89’ Seedorf |

| Arbitro: | Farina (Novi Ligure) |

|  |           |                               |
|  | Marcatori | 31’ C. Zanetti 57’, 60’ Vieri |

| Arbitro: | Braschi (Prato) |

|                                     |           |                     |
| Vieri 28’ Ventola 67’ Conceiçao 86’ | Marcatori | 78’ Muzzi 89’ Pinzi |

| Arbitro: | Collina (Viareggio) |

|  |           |           |
|  | Marcatori | 78’ Vieri |

| Arbitro: | Borriello (Mantova) |

|                   |           |                         |
| Seedorf 6’, 90+1’ | Marcatori | 13’ Trezeguet 81’ Tudor |

| Arbitro: | De Santis (Tivoli) |

|                |           |                 |
| Vugrinec 90+2’ | Marcatori | 41’, 68’ Recoba |

| Arbitro: | Cesari (Genova) |

|                          |           |           |
| Recoba 2’, 71’ Vieri 43’ | Marcatori | 57’ Totti |

| Arbitro: | Collina (Viareggio) |

|  |           |           |
|  | Marcatori | 61’ Vieri |

| Arbitro: | Paparesta (Bari) |

|           |           |                       |
| Vieri 47’ | Marcatori | 43’ Sala 63’ Berretta |

| Arbitro: | Rosetti (Torino) |

|                  |           |                      |
| Ronaldo 79’, 83’ | Marcatori | 29’ (rig.) Guardiola |

| Arbitro: | De Santis (Tivoli) |

|                             |           |                        |
| Marazzina 42’ Cossato 90+1’ | Marcatori | 46’ Dalmat 60’ Ronaldo |

| Arbitro: | Borriello (Mantova) |

|                                   |           |               |
| Córdoba 7’ Recoba 70’ Ronaldo 79’ | Marcatori | 36’ Matuzalém |

| Arbitro: | Paparesta (Bari) |

|                                              |           |                         |
| Poborský 20’, 45’ Simeone 56’ S. Inzaghi 73’ | Marcatori | 12’ Vieri 24’ Di Biagio |

### Coppa Italia
| Arbitro: | Bertini (Arezzo) |

|                            |           |             |
| Di Michele 71’ Pizarro 83’ | Marcatori | 30’ Seedorf |

| Arbitro: | Trefoloni (Siena) |

|                            |           |                         |
| Ventola 10’ J. Zanetti 18’ | Marcatori | 41’ Muzzi 78’ Jørgensen |

### Coppa UEFA
| Arbitro: | Mendez |

|                                     |           |  |
| Dalmat 24’ Kallon 31’ Di Biagio 41’ | Marcatori |  |

| Arbitro: | Vuorela |

|  |           |                                       |
|  | Marcatori | 14’, 79’ Ventola 36’ Guglielminpietro |

| Arbitro: | Irvine |

|                 |           |  |
| Kallon 61’, 63’ | Marcatori |  |

| Arbitro: | Paraty |

|             |           |  |
| Żurawski 4’ | Marcatori |  |

| Arbitro: | Nielsen |

|               |           |  |
| Armstrong 80’ | Marcatori |  |

| Arbitro: | Sars |

|                                |           |                      |
| Vieri 19’, 37’, 70’ Kallon 46’ | Marcatori | 79’ (rig.) Armstrong |

| Arbitro: | Poll |

|                                       |           |              |
| J. Zanetti 14’ Kallon 37’ Ventola 56’ | Marcatori | 8’ Zagorakis |

| Arbitro: | Nilsson |

|                                   |           |                        |
| Konstantinidis 23’ Nikolaidis 56’ | Marcatori | 20’ Greško 57’ Ventola |

| Arbitro: | Merk |

|               |           |            |
| Materazzi 50’ | Marcatori | 66’ Rufete |

| Arbitro: | Colombo |

|  |           |            |
|  | Marcatori | 3’ Ventola |

| Arbitro: | Micheľ |

|  |           |                    |
|  | Marcatori | 51’ (aut.) Córdoba |

| Arbitro: | López Nieto |

|                                |           |                                    |
| van Hooijdonk 18’ Tomasson 34’ | Marcatori | 83’ C. Zanetti 90+3’ (rig.) Kallon |

## Statistiche

### Statistiche di squadra
Statistiche aggiornate al 5 maggio 2002.
| Competizione | Punti | In casa | In casa | In casa | In casa | In trasferta | In trasferta | In trasferta | In trasferta | Totale | Totale | Totale | Totale | Gf | Gs | D.R. |
| Competizione | Punti | G       | V       | N       | P       | G            | V            | N            | P            | G      | V      | N      | P      | Gf | Gs | D.R. |
| ------------ | ----- | ------- | ------- | ------- | ------- | ------------ | ------------ | ------------ | ------------ | ------ | ------ | ------ | ------ | -- | -- | ---- |
| Serie A      | 69    | 17      | 11      | 3       | 3       | 17           | 9            | 6            | 2            | 34     | 20     | 9      | 5      | 62 | 35 | 27   |
| Coppa Italia | -     | 1       | 0       | 1       | 0       | 1            | 0            | 0            | 1            | 2      | 0      | 1      | 1      | 3  | 4  | −1   |
| Coppa UEFA   | -     | 6       | 4       | 1       | 1       | 6            | 2            | 2            | 2            | 12     | 6      | 3      | 3      | 21 | 10 | 11   |
| Totale       | -     | 24      | 15      | 5       | 4       | 24           | 8            | 11           | 5            | 48     | 23     | 16     | 9      | 86 | 49 | 37   |

### Andamento in campionato
| Giornata  | 1 | 2 | 3 | 4 | 5 | 6 | 7 | 8 | 9 | 10 | 11 | 12 | 13 | 14 | 15 | 16 | 17 | 18 | 19 | 20 | 21 | 22 | 23 | 24 | 25 | 26 | 27 | 28 | 29 | 30 | 31 | 32 | 33 | 34 |
| --------- | - | - | - | - | - | - | - | - | - | -- | -- | -- | -- | -- | -- | -- | -- | -- | -- | -- | -- | -- | -- | -- | -- | -- | -- | -- | -- | -- | -- | -- | -- | -- |
| Luogo     | C | T | C | T | C | C | T | C | T | C  | T  | C  | T  | T  | C  | T  | C  | T  | C  | T  | C  | T  | T  | C  | T  | C  | T  | C  | T  | C  | C  | T  | C  | T  |
| Risultato | V | N | V | V | V | V | N | P | N | V  | N  | V  | V  | V  | P  | V  | N  | V  | V  | N  | N  | P  | V  | V  | V  | N  | V  | V  | V  | P  | V  | N  | V  | P  |
| Posizione | 1 | 4 | 3 | 3 | 1 | 1 | 1 | 2 | 2 | 2  | 2  | 2  | 1  | 1  | 2  | 1  | 2  | 2  | 1  | 2  | 3  | 3  | 2  | 1  | 1  | 2  | 2  | 1  | 1  | 1  | 1  | 1  | 1  | 3  |

Legenda:

Luogo: C = Casa; T = Trasferta. Risultato: V = Vittoria; N = Pareggio; P = Sconfitta.

### Statistiche dei giocatori
Sono in corsivo i calciatori che hanno lasciato la società a stagione in corso.
| Giocatore           | Serie A  | Serie A | Serie A     | Serie A    | Coppa Italia | Coppa Italia | Coppa Italia | Coppa Italia | Coppa UEFA | Coppa UEFA | Coppa UEFA  | Coppa UEFA | Totale   | Totale | Totale      | Totale     |
| Giocatore           | Presenze | Reti    | Ammonizioni | Espulsioni | Presenze     | Reti         | Ammonizioni  | Espulsioni   | Presenze   | Reti       | Ammonizioni | Espulsioni | Presenze | Reti   | Ammonizioni | Espulsioni |
| ------------------- | -------- | ------- | ----------- | ---------- | ------------ | ------------ | ------------ | ------------ | ---------- | ---------- | ----------- | ---------- | -------- | ------ | ----------- | ---------- |
| Adriano             | 8        | 1       | 0           | 0          | 1            | 0            | 0            | 0            | 5          | 0          | 0           | 0          | 14       | 1      | 0           | 0          |
| E. Belözoğlu        | 14       | 0       | 2           | 1          | 1            | 0            | 0            | 0            | 6          | 0          | 1           | 0          | 21       | 0      | 3           | 1          |
| O. Buruk            | 7        | 0       | 3           | 0          | 1            | 0            | 0            | 0            | 3          | 0          | 1           | 0          | 11       | 0      | 4           | 0          |
| B. Cauet            | 0        | 0       | 0           | 0          | 0            | 0            | 0            | 0            | 1          | 0          | 0           | 0          | 1        | 0      | 0           | 0          |
| S. Conceição        | 23       | 1       | 2           | 0          | 1            | 0            | 0            | 0            | 8          | 0          | 1           | 0          | 32       | 1      | 3           | 0          |
| I. Córdoba          | 30       | 1       | 7           | 2          | 1            | 0            | 0            | 0            | 11         | 0          | 3           | 0          | 42       | 1      | 10          | 2          |
| S. Dalmat           | 16       | 1       | 1           | 1          | 1            | 0            | 0            | 0            | 7          | 1          | 0           | 0          | 24       | 2      | 1           | 1          |
| L. Di Biagio        | 31       | 3       | 12          | 0          | 2            | 0            | 1            | 0            | 9          | 1          | 5           | 0          | 42       | 4      | 18          | 0          |
| F. Farinós          | 10       | 0       | 0           | 0          | 1            | 0            | 0            | 0            | 5          | 0          | 3           | 0          | 16       | 0      | 3           | 0          |
| S. Ferraro          | 1        | 0       | 0           | 0          | 0            | 0            | 0            | 0            | 1          | 0          | 1           | 0          | 2        | 0      | 1           | 0          |
| A. Fontana          | 1        | 0       | 0           | 0          | 1            | -2           | 0            | 0            | 3          | -3         | 0           | 0          | 5        | -5     | 0           | 0          |
| G. Georgatos        | 10       | 1       | 2           | 0          | 0            | 0            | 0            | 0            | 2          | 0          | 0           | 0          | 12       | 1      | 2           | 0          |
| V. Greško           | 23       | 0       | 6           | 0          | 2            | 0            | 1            | 0            | 9          | 1          | 1           | 0          | 34       | 1      | 8           | 0          |
| A. Guglielminpietro | 23       | 0       | 4           | 0          | 2            | 0            | 0            | 0            | 8          | 1          | 0           | 0          | 33       | 1      | 4           | 0          |
| M. Kallon           | 29       | 9       | 3           | 0          | 0            | 0            | 0            | 0            | 11         | 6          | 1           | 0          | 40       | 15     | 4           | 0          |
| M. Materazzi        | 23       | 1       | 10          | 0          | 1            | 0            | 0            | 0            | 8          | 1          | 1           | 0          | 32       | 2      | 11          | 0          |
| M. Moreau           | 0        | 0       | 0           | 0          | 0            | 0            | 0            | 0            | 0          | 0          | 0           | 0          | 0        | 0      | 0           | 0          |
| P. Padalino         | 0        | 0       | 0           | 0          | 1            | 0            | 0            | 0            | 0          | 0          | 0           | 0          | 1        | 0      | 0           | 0          |
| A. Recoba           | 18       | 6       | 0           | 0          | 0            | 0            | 0            | 0            | 4          | 0          | 0           | 0          | 22       | 6      | 0           | 0          |
| A. Robbiati         | 0        | 0       | 0           | 0          | 1            | 0            | 0            | 0            | 0          | 0          | 0           | 0          | 1        | 0      | 0           | 0          |
| Ronaldo             | 10       | 7       | 0           | 0          | 0            | 0            | 0            | 0            | 5          | 0          | 0           | 0          | 15       | 7      | 0           | 0          |
| C. Seedorf          | 20       | 3       | 4           | 0          | 2            | 1            | 0            | 0            | 10         | 0          | 1           | 0          | 32       | 4      | 5           | 0          |
| M. Serena           | 2        | 0       | 0           | 0          | 0            | 0            | 0            | 0            | 0          | 0          | 0           | 0          | 2        | 0      | 0           | 0          |
| D. Šimić            | 12       | 0       | 0           | 0          | 1            | 0            | 1            | 0            | 8          | 0          | 0           | 0          | 21       | 0      | 1           | 0          |
| G. Sorondo          | 11       | 0       | 2           | 0          | 1            | 0            | 0            | 0            | 0          | 0          | 0           | 0          | 12       | 0      | 2           | 0          |
| H. Şükür            | 1        | 0       | 0           | 0          | 1            | 0            | 0            | 0            | 0          | 0          | 0           | 0          | 2        | 0      | 0           | 0          |
| F. Toldo            | 33       | -35     | 2           | 0          | 1            | -2           | 0            | 0            | 9          | -7         | 2           | 1          | 43       | -44    | 4           | 1          |
| N. Ventola          | 16       | 4       | 1           | 0          | 2            | 1            | 0            | 0            | 9          | 5          | 0           | 0          | 27       | 10     | 1           | 0          |
| C. Vieri            | 25       | 22      | 2           | 0          | 1            | 0            | 0            | 0            | 2          | 3          | 1           | 0          | 28       | 25     | 3           | 0          |
| N. Vivas            | 13       | 0       | 2           | 0          | 0            | 0            | 0            | 0            | 2          | 0          | 0           | 0          | 15       | 0      | 2           | 0          |
| C. Zanetti          | 26       | 1       | 10          | 0          | 1            | 0            | 1            | 0            | 6          | 1          | 2           | 0          | 33       | 2      | 13          | 0          |
| J. Zanetti          | 33       | 0       | 2           | 0          | 1            | 1            | 0            | 0            | 10         | 1          | 1           | 0          | 44       | 2      | 3           | 0          |